# Señor de Yampura

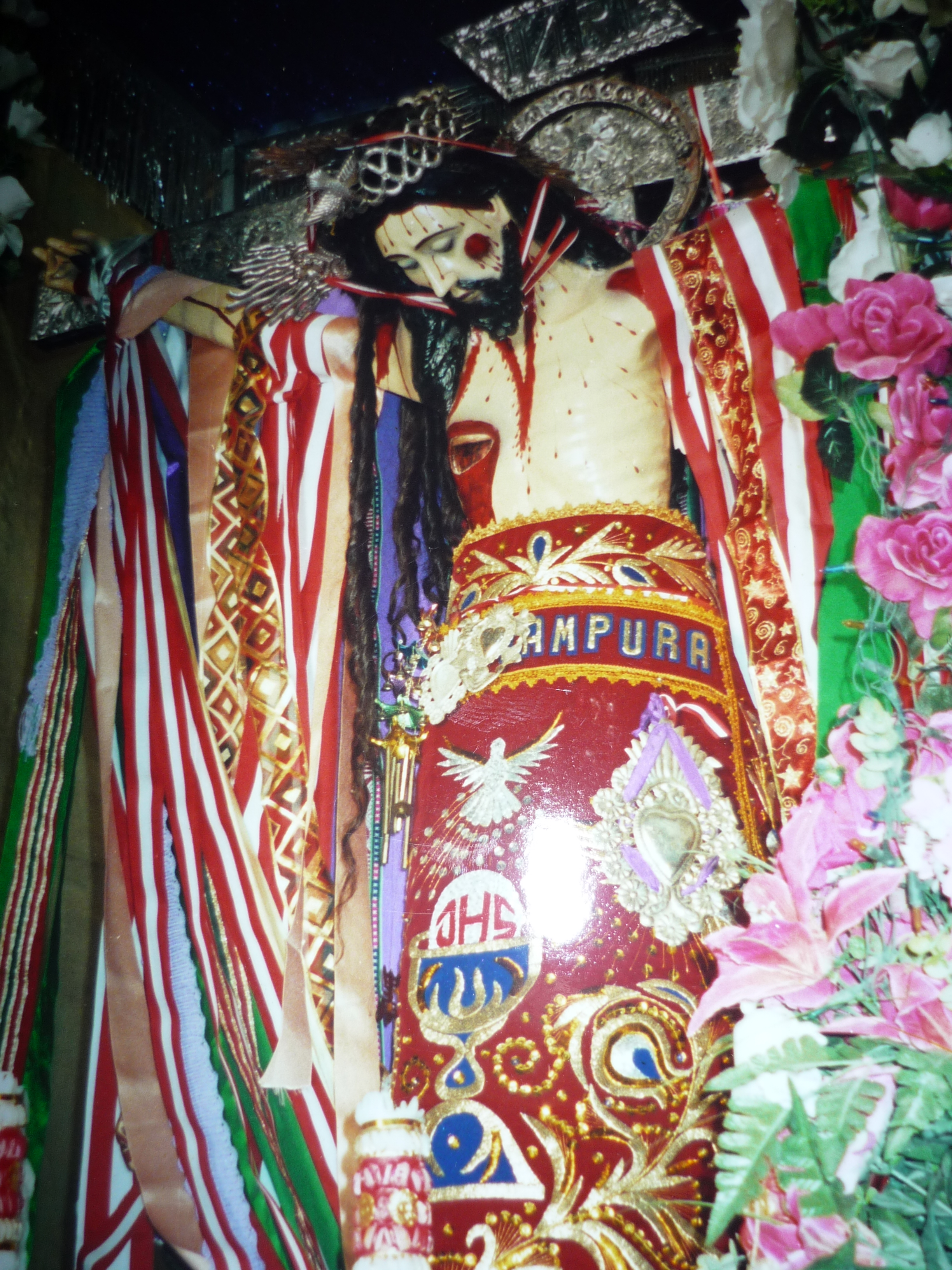
Señor de Yampura

Señor de Yampura , patrón del Distrito de Corculla, Provincia de Páucar del Sara Sara, Departamento de Ayacucho.
Cuya festividad se lleva a cabo en el mes de julio , siendo sus días principales el 15 y 16 del mismo.

## Historia
Una pastora que cuidaba a sus ovejas en los campos Yampura se asustó, por una enorme nube que apareció de pronto y oscureció la tarde, aquella mujer se apresuró a recoger su leña para volver a casa.
En esa búsqueda encontró un enrollado de mantas multicolores, con algo de miedo, pero más de curiosidad, empezó a descubrir qué protegía tantos hermosos cobertores.
Un Cristo crucificado, con la mirada hacia abajo fue lo que encontró, impresionada por el hallazgo, corrió hacia el pueblo junto con su ganado, llevando la noticia.
Personas de fe, curiosos y escépticos corrieron al lugar de Yampura para comprobar lo que la pastora había contado. Esa mañana no faltaron los inciensos y las oraciones, mientras los varones trataban de desenterrar la imagen. 
Además tres campanas, una más hermosa que las otras, fueron halladas. El Cristo y las campanas fueron trasladados hasta el pueblo de Corculla y albergados en la Iglesia Matriz de San Pedro.
Pero el Cristo hizo que todos sus fieles lo escucharán en sus sueños, en los que les pedía que lo volvieran a Yampura, para poder seguir disfrutando de la hermosa vista de su villa. Así lo hicieron, y le construyeron un pequeño templo en aquel lugar.
La imagen original es cubierta por mantos, y es custodiada celosamente hasta las próximas celebraciones.
- Datos: Q25400178